# Christine de Perse
Christine (en syriaque : ޟުޣޛޝޢސ, Kresṭīnā), née Yazdoi (active au VIe siècle), est une noble perse sassanide et une martyre chrétienne.
Christine est de Karka d'Beth Slokh dans la région de Beth Garmai,. Son père, Yazdin, fils de Mihrzbiroi, est gouverneur de Nisibe. Elle se convertit du zoroastrisme à l'Église d'Orient. Elle est tuée pour avoir refusé de consommer son mariage avec un noble et est vénérée comme une vierge martyre,. Selon un martyrologe grec, elle est battue à mort avec des verges. La date exacte de sa mort est inconnue, mais c'est probablement probablement sous le règne de Khosro I (531-579),.
Peu de temps après sa mort, Babaï le Grand (mort en 628) écrit sa biographie en syriaque. Aujourd'hui, seule la préface subsiste. Puisque Babai énumère toutes les œuvres hagiographiques qu'il a écrites jusque-là dans sa biographie de George d'Izla (martyrisé en 615), il doit écrire la biographie de Christina après cette date,. Selon Babai, elle s'appelle Yazdoi "quand elle est encore païenne", mais "dans sa nouvelle naissance par adoption, en signe de vie, elle a choisi de s'appeler Christine, un nom qui ne doit pas être oublié".
Christine est commémorée le 13 mars dans l'Église catholique et l'Église syriaque orthodoxe. Le Martyrologe romain la décrit comme suit : « En Perse, Sainte Christine, martyre, fouettée de verges et conclut le témoignage du martyre sous le roi Khosro Ier des Perses.»  Dans l'Église géorgienne, son jour de fête est le 15 mars au début du VIIe siècle. Certaines versions du calendrier de l'église du Xe siècle de Jean Zosime, cependant, le donnent comme 14 mars. Le Synaxaire de Constantinople de l'Église orthodoxe, suit cette date et donne également le 14 mars.